# Абдулкерим Надир паша
Абдулкерим Надир паша Чирпанлъ (Абди паша) (на османски турски: چیرپانلى عبد الكريم نادر پاشا; на турски: Abdülkerim Nadir Paşa, Çırpanlı) е османски офицер, мушир. Участник в Руско-турската война (1877 – 1878).

## Биография
Абдулкерим Надир е роден през 1807 г. в град Чирпан. Завършва военно училище във Виена. Участва в Руско-турската война (1828 – 1829). Повишен е във военно звание генерал-майор. Валия на Солун (1857).
По време на Кримската война (1853 – 1856) е командир на Анатолийската армия. На 1 декември 1853 г. претърпява поражение при Башкадъклар, за което е даден под съд и е оправдан.
Назначен за военен министър (1876). Ръководи реформирането на въоръжените сили на Османската империя.
Участва в потушаването на въстанието в Босна и Херцеговина. Главнокомандващ на османската армия в Сръбско-турската война (1876). Печели решителната битка при Джунис. Повишен във военно звание мушир.
Участва в Руско-турската война (1877 – 1878). Назначен е за главнокомандващ на въоръжените сили на Османската империя на Балканския полуостров. Поради неуспешните военни действия довели до преминаването от руските войски на река Дунав при Свищов, загубата на Никопол и настъплението на юг от Стара планина на Предния руски отряд с командир генерал-лейтенант Йосиф Гурко, е свален от поста на 19 юли 1877 г. Обвинен е в нерешителност и е заточен на остров Родос.